# Михалков Микита Сергійович
Мики́та Сергі́йович Михалко́в (рос. Никита Сергеевич Михалков; нар. 21 жовтня 1945, Москва, Росія) — відомий радянський і російський кіноактор, кінорежисер, сценарист, продюсер, телеведучий, блогер. Народний артист РРФСР (1984). Голова Союзу кінематографістів РФ (з 1997), президент Російського фонду культури з 1993 року. Дійсний член Академії гуманітарних наук. З 1998 року — президент Московського міжнародного кінофестивалю. З 7 січня 2023 року перебуває під санкціями РНБО за антиукраїнську діяльність.
Володар «Золотого лева» Венеціанського кінофестивалю (1991) і номінант на премію «Оскар» (1993) в категорії «Кращий фільм іноземною мовою» за фільм «Урга — територія любові». Лауреат премії «Оскар» (1995) в категорії «Кращий фільм іноземною мовою» і Гран-прі Каннського кінофестивалю (1994) за фільм «Стомлені сонцем». Володар «Спеціального лева» Венеціанського кінофестивалю (2007) за внесок в кіномистецтво і номінант на премію «Оскар» (2008) в категорії «Кращий фільм іноземною мовою» за фільм «12».
Внесений до Переліку осіб, які створюють загрозу нацбезпеці України. Фігурант центру бази «Миротворець». Підтримав вторгнення Росії в Україну.

## Життєпис
Народився 21 жовтня 1945 року в Москві. Батько — дитячий письменник та комуністичний діяч Сергій Володимирович Михалков, мати — Наталя Петрівна Кончаловська, донька Петра Кончаловського. Має рідного брата — Андрія Кончаловського, який взяв прізвище своєї матері.
1958—1962 роки був учнем і актором середньої школи при Театрі ім. Станіславського. Навчався на акторському факультеті театрального училища ім. Щукіна (майстерня Л. Шахматова). Закінчив режисерський факультет ВДІК. Дебют у кіно як актора відбувся 1959 року.
- 1963–1966 — навчався на акторському відділенні в театральному училищі імені Щукіна.
- 1971 — закінчив режисерський факультет Всесоюзного державного інституту кінематографії (майстерня М. І. Ромма).
- У 1980–1991 вів майстерню ігрового кіно.
- З 1988 року — президент студії ТриТе.

## Політична діяльність
Влітку 2011 року, напередодні виборів президента Російської Федерації 2012, Микита Михалков заявив про бажання балотуватися на посаду президента. Він сказав, що «…втомився бути маріонеткою й хоче спробувати повести Росію за собою». Потім поміняв рішення й виступив представником кандидата в президенти В. В. Путіна і навіть замість Путіна взяв участь у публічних теледебатах проти іншого кандидата в президенти — Ірини Прохорової, сестри підприємця та політика Михайла Прохорова. На думку багатьох аналітиків, ці дебати виграла Ірина Прохорова. Сам Михалков після цього визнав, що сам би проголосував за Прохорову.

## Ставлення до України
Під час Євромайдану та російської інтервенції до Криму і на Донбасі зайняв різко проросійську позицію, виступив з кількома відозвами по телебаченню. В них, зокрема, передрікав Україні загибель у разі її зближення з Євросоюзом; нарікав на недостатньо масовий сепаратизм серед одеситів, через який, нібито, Росія не має достатніх підстав для введення військ; з пієтетом цитував військового злочинця Слободана Мілошевича і загалом розхвалював агресивну путінську політику. Міхалков також називав Україну «фашистською державою», а Революцію Гідності — військовим переворотом.
31 серпня 2015 року Служба безпеки України заборонила в'їзд Микиті Михалкову в Україну. В'їзд російському режисерові заборонено на 5 років як діячеві культури, що створює загрозу національній безпеці України. Крім того, заборонено в'їзд ще 10 російським діячам культури.
Закликав звільнити українського режисера Олега Сенцова, незаконно ув'язненого у Росії, зі сцени Московського Кінофестиваля, однак відмовився підписувати будь-які звернення чи ще якось брати в цьому участь.

## Вторгнення Росії в Україну (2022)
24 лютого 2022 року Микита Михалков виступив за визнання ДНР і ЛНР Росією і підтримав вторгнення Росії в Україну, заявивши, що війна «повинна, за ідеєю, встановити мир хоча б на Донбасі».

## Скандали
- Найбільш відомим скандалом, пов'язаним з Микитою Михалковим, є рейдерське захоплення Союзу Кінематографістів Росії в 1997 році, суд з цього приводу та довічне головування М. Михалкова в «союзі» з того часу.
- У жовтні 2007 Михалков випустив документально-публіцистичний фільм «55», присвячений 55-річчю президента Росії Володимира Путіна. Фільм викликав гостру критику. У той же період в «Російській газеті» було опубліковано вірнопідданський лист представників творчих професій президенту РФ Путіну з проханням не залишати посаду. Серед безлічі підписів під цим документом значився і автограф Михалкова[17].
- У 2016 році Михалков виступив за повернення смертної кари в Росії, а Горбачова та Єльцина визнати «злочинцями»[18]. Потім Горбачов повідомив, що Михалков пізніше вибачився перед ним і порадив йому не лізти у політику, а займатися кіно[19].
- Микита Михалков проігнорував звернення предстоятеля Білоруської православної церкви Філарета[20], громадських діячів[21] з проханнями допомогти відновити Церкву святого Михайла Архангела в містечку Зембин (Білорусь), яка отримала значні пошкодження під час зйомок одного з військових епізодів радянського фільму 1965 р. «Перекличка» (у фільмі М. Михалков зіграв роль танкіста і в'їхав на танку Т-34 в вівтарну частину храму, а також випрасував танком місця поховань священнослужителів за вівтарем храму)[21].

## Бізнес в Італії
Помістя Кастело ді Касоле (Castello Di Casole), Провінція Сієна, регіон Тоскана — люкс-готель з 2 ресторанами і басейном, бутік та виноробне підприємство з площею виноградників 40 га (100 акрів), яке втім не носить ім'я Микити Михалкова . Виноробне підприємство Михалкова в 2009 виробило близько 16.000 пляшок вина, в першу червоного сорту Каберне Совіньйон, яке було експортоване до Росії. Разом із своїм російським партнером Костянтином Тувикіним Михалков також спробує виробляти вино білих сортів. В 2009 фірма Михалкова випустила вино під назвою «12», присвячене однойменному фільму Михалкова.

## Приватне життя
Микита Михалков має чотирьох дітей — Степан, Ганна, Артем і Надія.

## Фільмографія
| 1959 | Сонце світить всім                                                     |            |            |            | Green tick | школяр                                               | акторський дебют                                                |
| 1960 | Хмари над Борськом                                                     |            |            |            | Green tick | Петя                                                 |                                                                 |
| 1961 | Пригоди Кроша                                                          |            |            |            | Green tick | Вадим                                                |                                                                 |
| 1963 | Я крокую по Москві                                                     |            |            |            | Green tick | Микола                                               |                                                                 |
| 1965 | Рік як життя                                                           |            |            |            | Green tick | Жюль                                                 |                                                                 |
| 1966 | Жарт                                                                   |            |            |            | Green tick | наречений                                            |                                                                 |
| 1966 | Перекличка                                                             |            |            |            | Green tick | Сергій Бородін                                       |                                                                 |
| 1966 | Не найвдаліший день                                                    |            |            |            | Green tick | Микита                                               |                                                                 |
| 1967 | Зірки і солдати                                                        |            |            |            | Green tick | прапорщик Глазунов                                   |                                                                 |
| 1967 | Дівчинка і речі                                                        | Green tick | Green tick |            |            |                                                      | короткометражний, курсова работа                                |
| 1967 | І ці губи, і очі зелені ...                                            | Green tick | Green tick |            |            |                                                      | курсова работа                                                  |
| 1968 | А я їду додому                                                         | Green tick | Green tick |            |            |                                                      | курсова работа                                                  |
| 1969 | Дворянське гніздо                                                      |            |            |            | Green tick | князь Нелідов                                        |                                                                 |
| 1969 | Пісня про Маншук                                                       |            |            |            | Green tick | Єжов                                                 |                                                                 |
| 1969 | Червоний намет                                                         |            |            |            | Green tick | Чухновський                                          |                                                                 |
| 1970 | Спорт, спорт, спорт                                                    |            |            |            | Green tick | Кирибеєвич                                           |                                                                 |
| 1970 | Ризик                                                                  |            | Green tick |            |            |                                                      |                                                                 |
| 1970 | Спокійний день наприкінці війни                                        | Green tick |            |            |            |                                                      | короткометражний, дипломна робота                               |
| 1971 | Тримайся за хмари                                                      |            |            |            | Green tick | співробітник ЧК                                      |                                                                 |
| 1972 | Станційний наглядач                                                    |            |            |            | Green tick | Мінський, гусар                                      |                                                                 |
| 1972 | Шоколад                                                                |            | Green tick |            |            |                                                      |                                                                 |
| 1974 | Свій серед чужих, чужий серед своїх                                    | Green tick | Green tick |            | Green tick | осавул Брилов                                        | режисерський дебют                                              |
| 1975 | Раба любові                                                            | Green tick |            |            | Green tick | підпільник Іван                                      |                                                                 |
| 1977 | Незакінчена п'єса для механічного піаніно                              | Green tick |            |            | Green tick | Микола Іванович Трилецький                           |                                                                 |
| 1977 | Транссибірський експрес                                                |            | Green tick |            |            |                                                      |                                                                 |
| 1977 | Ненависть                                                              |            | Green tick |            |            |                                                      |                                                                 |
| 1978 | Сибіріада                                                              |            |            |            | Green tick | Олексій Утюжанін                                     |                                                                 |
| 1979 | П'ять вечорів                                                          | Green tick | Green tick |            |            |                                                      |                                                                 |
| 1979 | Кілька днів з життя Обломова                                           | Green tick | Green tick |            | Green tick | пан в Петербурзі                                     |                                                                 |
| 1981 | Рідня                                                                  | Green tick |            |            | Green tick | офіціант                                             |                                                                 |
| 1981 | Два голоси                                                             |            |            |            | Green tick | Сергій Миколайович Баклажанов                        |                                                                 |
| 1981 | Портрет дружини художника                                              |            |            |            | Green tick | Борис Петрович                                       |                                                                 |
| 1981 | Пригоди Шерлока Холмса і доктора Ватсона: Собака Баскервілів           |            |            |            | Green tick | Генрі Баскервиль                                     |                                                                 |
| 1982 | Вокзал для двох                                                        |            |            |            | Green tick | провідник Андрій                                     |                                                                 |
| 1982 | Інспектор ДАІ                                                          |            |            |            | Green tick | Валентин Павлович Трунов                             |                                                                 |
| 1982 | Польоти уві сні та наяву                                               |            |            |            | Green tick | кінорежисер                                          |                                                                 |
| 1983 | Без свідків                                                            | Green tick | Green tick |            |            |                                                      |                                                                 |
| 1984 | Жорстокий романс                                                       |            |            |            | Green tick | Сергій Сергійович Паратов                            |                                                                 |
| 1986 | Мій улюблений клоун                                                    |            | Green tick |            |            |                                                      |                                                                 |
| 1987 | Очі чорні                                                              | Green tick | Green tick |            |            |                                                      |                                                                 |
| 1989 | Самотній мисливець                                                     |            | Green tick |            |            |                                                      |                                                                 |
| 1990 | Автостоп                                                               | Green tick | Green tick | Green tick |            |                                                      | Фільм знятий за гроші з рекламного контракту із концерном Fiat. |
| 1990 | Під північним сяйвом                                                   |            |            |            | Green tick | Регіньов                                             |                                                                 |
| 1991 | Принижені і ображені                                                   |            |            |            | Green tick | князь Валковський                                    |                                                                 |
| 1991 | Урга — територія кохання                                               | Green tick | Green tick |            | Green tick | велосипедист                                         |                                                                 |
| 1992 | Прекрасна незнайомка                                                   |            |            |            | Green tick | полковник                                            |                                                                 |
| 1993 | Згадуючи Чехова                                                        | Green tick |            |            |            |                                                      |                                                                 |
| 1993 | Анна: від 6 до 18                                                      | Green tick | Green tick | Green tick | Green tick | камео                                                |                                                                 |
| 1994 | Стомлені сонцем                                                        | Green tick | Green tick | Green tick | Green tick | комдив Сергій Котов                                  |                                                                 |
| 1995 | Сентиментальна подорож на мою Батьківщину. Музика російського живопису | Green tick | Green tick | Green tick |            |                                                      |                                                                 |
| 1996 | Ревізор                                                                |            |            |            | Green tick | городничий                                           |                                                                 |
| 1998 | Сибірський цирюльник                                                   | Green tick | Green tick | Green tick | Green tick | Александр III                                        |                                                                 |
| 2000 | Віра, надія, любов                                                     |            |            |            | Green tick |                                                      |                                                                 |
| 2000 | Ніжний вік                                                             |            |            | Green tick |            |                                                      |                                                                 |
| 2003 | Росіяни без Росії                                                      | Green tick |            |            |            |                                                      |                                                                 |
| 2003 | Батько                                                                 | Green tick | Green tick | Green tick |            |                                                      |                                                                 |
| 2003 | Мама                                                                   | Green tick | Green tick | Green tick |            |                                                      |                                                                 |
| 2004 | 72 метри                                                               |            |            | Green tick |            |                                                      |                                                                 |
| 2005 | Піжмурки                                                               |            |            |            | Green tick | криминальний авторитет Сергій Михайлович («Міхалич») |                                                                 |
| 2005 | Персона нон грата                                                      |            |            |            | Green tick | Олег                                                 |                                                                 |
| 2005 | Статський радник                                                       |            |            | Green tick | Green tick | генерал Гліб Георгийович Пожарський                  |                                                                 |
| 2006 | Мені не боляче                                                         |            |            |            | Green tick | Сергій Сергійович                                    |                                                                 |
| 2007 | Тупий жирний заєць                                                     |            |            |            | Green tick | Микита Сергійович                                    |                                                                 |
| 2007 | 55                                                                     | Green tick | Green tick | Green tick |            |                                                      |                                                                 |
| 2007 | 12                                                                     | Green tick | Green tick |            | Green tick | старшина присяжних                                   |                                                                 |
| 2010 | Стомлені сонцем 2: Передстояння                                        | Green tick | Green tick | Green tick | Green tick | комдив Сергій Котов                                  |                                                                 |
| 2011 | Стомлені сонцем 2: Цитадель                                            | Green tick | Green tick | Green tick | Green tick | комдив Сергій Котов                                  |                                                                 |
| 2013 | Чужа земля                                                             | Green tick |            |            |            |                                                      |                                                                 |
| 2014 | Своя земля                                                             | Green tick |            |            |            |                                                      |                                                                 |
| 2013 | Легенда № 17                                                           |            |            | Green tick |            |                                                      |                                                                 |
| 2014 | Сонячний удар                                                          | Green tick | Green tick |            |            |                                                      |                                                                 |
| 2016 | На віки вічні                                                          |            |            |            | Green tick | Санін                                                |                                                                 |
| 2017 | Рух вгору                                                              |            |            | Green tick |            |                                                      |                                                                 |
| 2018 | Шоколадный револьвер                                                   | Green tick | Green tick |            |            |                                                      |                                                                 |

## Почесні звання
- Головний приз Міжнародного кінофестивалю в Сан-Себастьяні (1977)
- Лауреат Всесоюзного кінофестивалю в номінації Приз за режисуру (1984).
- Головний приз Венеціанського кінофестивалю (1991) (Урга — територія кохання).
- Кавалер ордена Почесного легіону (1992)
- Премія Кінотавр у номінації Головна премія (1992).
- Премія Ніка у номінації Найкраща режисура (1992)
- Премія Фелікс у номінації Найкращий фільм (1993)
- Премія Оскар у номінації Найкращий іноземний фільм (1994)
- Командор Почесного легіону За внесок у світову культуру (1994, Франція),
- Кавалер ордена За заслуги перед Вітчизною III ступеня (1995), ордена Сергія Радонежського I ступеня Російської Православної Церкви (1997)
- Медаль ім. Ханжонкова у номінації Кіноподія року за організацію XXI Московського міжнародного кінофестивалю (1999).
- Державна премія РФ у галузі літератури і мистецтва (2000),
- Приз XVI ОРК Кінотавр За особистий внесок у розвиток кінематографії.
- Премія Золотий Орел за найкращу чоловічу роль 2006

## У інтернеті
9 березня 2011 року Микита Михалков зареєстрував в Живому Журналі акаунт nikitabesogon. За словами Михалкова, нік вибраний на ім'я його небесного покровителя Микити Бісогона (Микита, що виганяє бісів). Форматом спілкування був вибраний відеоблог. Одночасно на Youtube був зареєстрований канал «БесогонТВ». Після того, як акаунт був прорекламований відомими блогерами, його журнал отримав популярність — за один місяць його додали в друзі більше 6 тисяч користувачів, а по кількості переглядів його журнал знаходився в першій десятці рейтингу. У своїх відеороликах Міхалков відповідає на питання користувачів і спростовує різну, на його думку, неправдиву інформацію в інтернеті.
Надалі з цього виникла програма «БесогонТВ», яку телеканал Росія 24 транслював без авторської і фінансової винагороди творців. У грудні ЗМІ не випустив 38 випуск програми через етичні міркування, що стало причиною скандалу і громадської уваги. У лютому 2016 року конфлікт був улагоджений.
18 січня 2024 року YouTube заблокував канал М. Михалкова «Бесогон ТВ».
Микита Михалков має свою сторінку в соціальній мережі «Вконтакті».

## Цікаві факти
У 1987 році Микита Михалков разом з акторкою Оленою Сафоновою брав участь у телепередачі італійського співака Адріано Челентано «Fantastico 8».